# Aeroportul Internațional Julius Nyerere
Aeroportul Internațional Julius Nyerere (IATA: DAR, ICAO: HTDA) este un aeroport din Regiunea Dar es Salaam, Tanzania ce deservește zona Dar es Salaam. Aeroportul a fost tranzitat în 2019 de 2.472.885 de pasageri. A fost numit după Julius Nyerere.
Situat la o altitudine de 60 m, aeroportul dispune de 2 piste. Este operat de Tanzania Airports Authority⁠(d).

## Infrastructură

### Piste
Aeroportul dispune de 2 piste. Pista are orientarea 05/23.Pista are orientarea 14/32.